# Shahbaz Bhatti
Clement Shahbaz Bhatti (Lahore, 1968 - Islamabad, 2011). Ministre de Minories del Pakistan del Govern presidit per Asif Ali Zardari de religió cristiana catòlica.

## Vida i Obra política
Fill de missioners cristians de Khushpur, Bhatti va néixer a Lahore el 1968. El seu pare, Jacob Bhatti, va servir en l'exèrcit, i després com a professor, abans d'esdevenir president del consell d'esglésies a Khushpur, Shahbaz Bhatti era solter, tenia quatre germans i una germana.
Durant la seva etapa com a ministre federal, va prendre nombroses mesures en suport de les minories religioses. Aquests van incloure el llançament d'una campanya nacional per promoure l'harmonia interreligiosa, la proposta de legislació per prohibir la incitació a l'odi i la literatura relacionada, es proposà la introducció de la religió comparativa com una matèria curricular, la introducció de quotes per a les minories religioses en llocs de govern i la reserva de quatre escons al Senat per a les minories. Bhatti també va liderar l'organització d'una Consulta Nacional Interreligiós el juliol de 2010, que va reunir els principals líders religiosos de totes les religions de tot Pakistan i va donar lloc a una declaració conjunta contra el terrorisme.

## Mort i reaccions
Fou assassinat el 2 de març de 2011 per islamistes a causa de la seva oposició a la llei de la blasfèmia i la seva defensa d'Asia Bibi. El seu assassinat, perpetrat per militants de Tehrik-i-Taliban, va estar precedit de cinc fàtues demanant la seva mort i amenaces telefòniques de decapitació. Aquestes amenaces no el van fer aturar-lo ni li van fer callar: «la llei de la blasfèmia és una eina de violència contra les minories, especialment contra els cristians» i "em pot costar la vida, però seguiré treballant per modificar una llei que s'usa per saldar assumptes personals ". El compliment del seu deure com a Ministre de Minories i el seu compromís personal en el suport a les víctimes de la intolerància dels islamistes radicals van acabar convertint-lo en un màrtir. La seva mort va ser precedida per la del governador del Panjab, Salmaan Taseer, per idèntics motius.
A la seva mort, El papa Benet XVI va demanar que l'assassinat de Shahbaz Bhatti "despertes la consciència sobre el compromís de protegir la llibertat de religió". El director de l'Oficina de Premsa del Vaticà, el pare Federico Lombardi, va expressar la seva tristesa i preocupació per "l'acte atroç de violència", i la renovació de la seva proximitat als cristians pakistanesos.